# Парижская Коммуна (Саратовская область)
Парижская Коммуна — посёлок в Лысогорском районе Саратовской области. Входит в состав Ширококарамышского муниципального образования.

## География
Находится на расстоянии примерно 29 километров по прямой на юго-восток от районного центра — посёлка Лысые Горы.

## История
Официальная дата основания 1958 год. Располагавшийся в посёлке с советского времени лесхоз с 2019 года находится в стадии ликвидации.

## Население
Постоянное население составило 48 человек (русские 90 %) в 2002 году, 53 — в 2010.